# Après toi
Après toi is een hitsingle uit 1972 van de Grieks-Duitse zangeres Vicky Leandros.
Leandros werd voor Luxemburg uitgezonden naar het Eurovisiesongfestival waar ze met 128 punten het festival won. In de Nederlandse Top 40 bereikte het de koppositie. In de NPO Radio 2-jaarlijst van de Top 2000 stond het ook diverse keren. Tot 25 augustus 2012 was het de grootste Eurovisiesongfestivalhit ooit in de Top 40.

## Hitnoteringen

### Nederlandse Top 40
| Hitnotering: 08-04-1972 t/m 08-07-1972 | Hitnotering: 08-04-1972 t/m 08-07-1972 | Hitnotering: 08-04-1972 t/m 08-07-1972 | Hitnotering: 08-04-1972 t/m 08-07-1972 | Hitnotering: 08-04-1972 t/m 08-07-1972 | Hitnotering: 08-04-1972 t/m 08-07-1972 | Hitnotering: 08-04-1972 t/m 08-07-1972 | Hitnotering: 08-04-1972 t/m 08-07-1972 | Hitnotering: 08-04-1972 t/m 08-07-1972 | Hitnotering: 08-04-1972 t/m 08-07-1972 | Hitnotering: 08-04-1972 t/m 08-07-1972 | Hitnotering: 08-04-1972 t/m 08-07-1972 | Hitnotering: 08-04-1972 t/m 08-07-1972 | Hitnotering: 08-04-1972 t/m 08-07-1972 | Hitnotering: 08-04-1972 t/m 08-07-1972 | Hitnotering: 08-04-1972 t/m 08-07-1972 |
| Week                                   | 1                                      | 2                                      | 3                                      | 4                                      | 5                                      | 6                                      | 7                                      | 8                                      | 9                                      | 10                                     | 11                                     | 12                                     | 13                                     | 14                                     |                                        |
| -------------------------------------- | -------------------------------------- | -------------------------------------- | -------------------------------------- | -------------------------------------- | -------------------------------------- | -------------------------------------- | -------------------------------------- | -------------------------------------- | -------------------------------------- | -------------------------------------- | -------------------------------------- | -------------------------------------- | -------------------------------------- | -------------------------------------- | -------------------------------------- |
| Nummer                                 | 9                                      | 2                                      | 1                                      | 1                                      | 1                                      | 1                                      | 3                                      | 5                                      | 7                                      | 12                                     | 16                                     | 22                                     | 26                                     | 31                                     | uit                                    |

### Daverende Dertig
| Hitnotering: 08-04-1972 t/m 24-06-1972 | Hitnotering: 08-04-1972 t/m 24-06-1972 | Hitnotering: 08-04-1972 t/m 24-06-1972 | Hitnotering: 08-04-1972 t/m 24-06-1972 | Hitnotering: 08-04-1972 t/m 24-06-1972 | Hitnotering: 08-04-1972 t/m 24-06-1972 | Hitnotering: 08-04-1972 t/m 24-06-1972 | Hitnotering: 08-04-1972 t/m 24-06-1972 | Hitnotering: 08-04-1972 t/m 24-06-1972 | Hitnotering: 08-04-1972 t/m 24-06-1972 | Hitnotering: 08-04-1972 t/m 24-06-1972 | Hitnotering: 08-04-1972 t/m 24-06-1972 | Hitnotering: 08-04-1972 t/m 24-06-1972 | Hitnotering: 08-04-1972 t/m 24-06-1972 |
| Week                                   | 1                                      | 2                                      | 3                                      | 4                                      | 5                                      | 6                                      | 7                                      | 8                                      | 9                                      | 10                                     | 11                                     | 12                                     |                                        |
| -------------------------------------- | -------------------------------------- | -------------------------------------- | -------------------------------------- | -------------------------------------- | -------------------------------------- | -------------------------------------- | -------------------------------------- | -------------------------------------- | -------------------------------------- | -------------------------------------- | -------------------------------------- | -------------------------------------- | -------------------------------------- |
| Nummer                                 | 13                                     | 2                                      | 1                                      | 1                                      | 1                                      | 2                                      | 2                                      | 6                                      | 7                                      | 11                                     | 14                                     | 21                                     | uit                                    |

### NPO Radio 2 Top 2000
| Nummer met noteringen in de NPO Radio 2 Top 2000 | '00 | '01  | '02 | '03 | '04  | '05 | '06 | '07 | '08 | '09  | '10  | '11  | '12  | '13  |
| ------------------------------------------------ | --- | ---- | --- | --- | ---- | --- | --- | --- | --- | ---- | ---- | ---- | ---- | ---- |
| Après toi                                        | 849 | 1080 | 724 | 823 | 1202 | 815 | 866 | 946 | 877 | 1415 | 1523 | 1468 | 1490 | 1778 |

1. ↑  Een vetgedrukt getal geeft de hoogste notering aan.
2. ↑  2000 was het eerste jaar met een notering voor dit nummer.
3. ↑  Deze tabel is bijgewerkt tot en met de laatste editie (2024).

### Evergreen Top 1000
| Evergreen Top 1000 "Après Toi" | Evergreen Top 1000 "Après Toi" | Evergreen Top 1000 "Après Toi" | Evergreen Top 1000 "Après Toi" | Evergreen Top 1000 "Après Toi" | Evergreen Top 1000 "Après Toi" | Evergreen Top 1000 "Après Toi" | Evergreen Top 1000 "Après Toi" | Evergreen Top 1000 "Après Toi" | Evergreen Top 1000 "Après Toi" | Evergreen Top 1000 "Après Toi" | Evergreen Top 1000 "Après Toi" | Evergreen Top 1000 "Après Toi" | Evergreen Top 1000 "Après Toi" | Evergreen Top 1000 "Après Toi" | Evergreen Top 1000 "Après Toi" | Evergreen Top 1000 "Après Toi" |
| Jaar                           | 2008                           | 2009                           | 2010                           | 2011                           | 2012                           | 2013                           | 2014                           | 2015                           | 2016                           | 2017                           | 2018                           | 2019                           | 2020                           | 2021                           | 2022                           | 2023                           |
| ------------------------------ | ------------------------------ | ------------------------------ | ------------------------------ | ------------------------------ | ------------------------------ | ------------------------------ | ------------------------------ | ------------------------------ | ------------------------------ | ------------------------------ | ------------------------------ | ------------------------------ | ------------------------------ | ------------------------------ | ------------------------------ | ------------------------------ |
| Positie                        | 119                            | 855                            | 844                            | 844                            | 854                            | 234                            | 157                            | 207                            | 216                            | 227                            | 403                            | 228                            | 231                            | 270                            | 258                            | 245                            |

1956: Refrain · 
1957: Net als toen · 
1958: Dors, mon amour · 
1959: 'n Beetje · 
1960: Tom Pillibi · 
1961: Nous les amoureux · 
1962: Un premier amour · 
1963: Dansevise · 
1964: Non ho l'età · 
1965: Poupée de cire, poupée de son · 
1966: Merci, chérie · 
1967: Puppet on a string · 
1968: La la la · 
1969: Un jour, un enfant, De troubadour, Vivo cantando, Boom bang-a-bang · 
1970: All kinds of everything · 
1971: Un banc, un arbre, une rue · 
1972: Après toi · 
1973: Tu te reconnaîtras · 
1974: Waterloo · 
1975: Ding-a-dong · 
1976: Save your kisses for me · 
1977: L'oiseau et l'enfant · 
1978: A-ba-ni-bi · 
1979: Hallelujah · 
1980: What's another year · 
1981: Making your mind up · 
1982: Ein bißchen Frieden · 
1983: Si la vie est cadeau · 
1984: Diggi-loo diggi-ley · 
1985: La det swinge · 
1986: J'aime la vie · 
1987: Hold me now · 
1988: Ne partez pas sans moi · 
1989: Rock me · 
1990: Insieme: 1992 · 
1991: Fångad av en stormvind · 
1992: Why me? · 
1993: In your eyes · 
1994: Rock 'n' roll kids · 
1995: Nocturne · 
1996: The voice · 
1997: Love shine a light · 
1998: Diva · 
1999: Take me to your heaven · 
2000: Fly on the wings of love · 
2001: Everybody · 
2002: I wanna · 
2003: Everyway that I can · 
2004: Wild dances · 
2005: My number one · 
2006: Hard rock hallelujah · 
2007: Molitva · 
2008: Believe · 
2009: Fairytale · 
2010: Satellite · 
2011: Running scared · 
2012: Euphoria · 
2013: Only teardrops · 
2014: Rise like a phoenix · 
2015: Heroes · 
2016: 1944 · 
2017: Amar pelos dois · 
2018: Toy · 
2019: Arcade · 
2021: Zitti e buoni · 
2022: Stefania · 
2023: Tattoo · 
2024: The code